# Inger-Maria Mahlke
Inger-Maria Mahlke, née le 14 décembre 1977 à Hambourg, est une écrivaine allemande.

## Œuvres
- Silberfischchen, 2010
- Rechnung offen, 2013
- Wie Ihr wollt, 2015
- Wie wir leben wollen : Texte für Solidarität und Freiheit, 2016
- Archipel, 2018[1].

- traduit en français sous le titre Archipel par Marie-Claude Auger, Paris, Éditions Métailié, 2022, 462 p.  (ISBN 979-10-226-1207-4)

## Prix
- Prix Open Mike (de) 2009
- Prix Karl-Arnold 2014
- Prix du livre allemand 2018 pour Archipel